# Cuisillos
Cuisillos es una localidad del estado mexicano de Jalisco. Es parte del municipio de Tala.

## Demografía
| Gráfica de evolución demográfica |
|                                  |

| Censo | Población |
| ----- | --------- |
| 1900  | 1 202     |
| 1910  | 1 135     |
| 1921  | 896       |
| 1930  | 1 017     |
| 1940  | 1 058     |
| 1950  | 1 464     |
| 1960  | 1 902     |
| 1970  | 2 275     |
| 1980  | 2 769     |
| 1990  | 2 899     |
| 2000  | 3 233     |
| 2010  | 3 663     |
| 2020  | 3819      |